# Emídio Guerreiro (político)
Emídio Guerreiro (23 de maio de 1965) é um deputado e político português. Ele é deputado à Assembleia da República na XIV legislatura pelo Partido Social Democrata. Ele é licenciado em Psicologia.
Foi Secretário de Estado do Desporto e Juventude dos XIX e XX governos constitucionais.